# Martin Champoux
Pour les articles homonymes, voir Champoux.
Martin Champoux, né le 3 mai 1968 à Québec, est un spécialiste en communications, animateur de radio et de télévision et homme politique canadien. Il est député de Drummond à la Chambre des communes, représentant le Bloc québécois, depuis les élections fédérales de 2019.

## Biographie
Martin Champoux est né le 3 mai 1968 à Québec. Il est animateur de radio à partir de 1987, travaillant notamment à CKMF-FM, Rock Détente et Rythme FM. Parallèlement à sa carrière radiophonique, il est, de 2003 à 2013, l'animateur d'une émission culinaire au réseau TVA, intitulée Qu'est-ce qui mijote. Cette émission hebdomadaire, commanditée par Kraft Canada, connaît un grand succès populaire au point qu'une version destinée au Canada anglais est produite dès 2008. What's cooking est diffusée pendant trois saisons sur la chaîne spécialisée W Network.
Martin Champoux dirige également sa propre entreprise de communication avec laquelle il développe de nombreuses productions audiovisuelles, tant publicitaires que corporatives, ainsi que fournit différents services de communications et de marketing pour les entreprises de tous secteurs.
Avant son entrée en politique active, il est directeur du marketing et du développement du Village québécois d'antan, un site touristique situé à Drummondville, de 2017 à 2019.

### Carrière politique
Martin Champoux devient le 11 juillet 2019 candidat à l'investiture du Bloc québécois dans Drummond; il a l'appui du chef du parti Yves-François Blanchet. Le 16 août suivant, il est confirmé comme candidat du Bloc. Le jour du scrutin, il remporte l'élection avec 45 % des voix.
Le 6 novembre suivant, il est nommé porte-parole de son parti en matière de Communications,, dossier relevant du ministère du Patrimoine canadien. Le 19 février 2020, il est élu vice-président du Comité permanent du patrimoine canadien de la Chambre des communes.
Martin Champoux est réélu lors des élections du 20 septembre 2021.

## Vie privée
Martin Champoux est père de deux enfants. Au moment de son élection en 2019, il demeurait à Sainte-Julie en Montérégie.